# Club Atlético Adelante Reconquista
El Club Atlético Adelante Reconquista es un club  fundado el 10 de enero de 1919 en la ciudad de Reconquista, provincia de Santa Fe, Argentina. Hasta mediados del año 2016 disputaba el Torneo Federal B, hasta que fue sancionado y desafiliado por un período de 3 años, debido a problemas económicos.
Su clásico rival es el Club Platense Porvenir, también de Reconquista.

## Historia
Datos obtenidos de su añeja documentación, esta asociación civil fue fundada el 10 de enero de 1919 y entre los propulsores que gestaron su nacimiento en aquellas escrituras se mencionan a los señores Juan Nocetti, Benito y Alberto Roveda, Celestino Lanteri, Jacinto Vera, Celestino Nardelli, Luis Balmaceda, Ángel Arzamendia, José Rojas, Emilio y Francisco Álvarez, José Gamba, Ramón Borda, Justo Buyatti y otros.
Actualmente fútbol, rugby, básquetbol, bochas, tenis criollo e inglés, vóley y paddle, son las actividades que se practican en sus flamantes y amplias instalaciones (un predio de ocho hectáreas) ubicadas en Barrio Villa María Dolores que el club Adelante ha levantado para uso y aprovechamiento.
En lo que a fútbol respecta, el Club Atlético Adelante obtuvo un campeonato nacional, uno provincial y 24 títulos a nivel local/regional, siendo el más ganador de la liga. En el año 2010 inicia su recorrido por el Torneo Federal C, y tras varias campañas sin éxito, logra el histórico ascenso al Torneo Federal B en el año 2013. Su estadía en la cuarta división del fútbol argentino se hizo muy complicada debido a serios problemas económicos, como traslado del plantel y demás, hasta que en agosto del año 2016, fue sancionado con una multa muy elevada y un período de tres años sin poder disputar competiciones AFA.

### Presidentes
Más de 30 personas dedicadas en su vida privada a distintas actividades sucedieron al señor José Bandeo cuando éste finalizó su primer período presidencial. Todos sin excepción y en mayor o menor grado, son piezas que motorizaron la resplandeciente imagen que exhibe el Club Atlético Adelante. Este es el listado de esos espíritus hacdores: Florencio Nardelli, Jacinto Vera, Alberto Roveda, Alberto Vrillaud, Celestino Lanteri, Ricardo Tabeada, Jorge Aravena, Alberto Sambarino, Alberto Buyatti, Adolfo Truffer, Enrique Lanteri, Albino Fabrissin, Víctor Buyatti, Juan Fabrissin, Antonio Picech, Celestino Giorgini, Ángel Picech, Santiago Chapero, Hugo Héctor Buyatti, Alfredo Gimeno, Aníbal Pintado, Omar Fabrissin, Luis Cuaranta, Antonio Buyatti, Jesús Pérez, Orfilio Massat, Horacio Frey, Raúl Nardelli, Hugo Torossi e Ives Mathieu. Varias de estas personas cumplieron dos o tres períodos presidenciales. Desde el 14 de septiembre del año 2015, el mandamás del equipo reconquistense es Carlos Gamba, quien ganó por amplia diferencia las elecciones presidenciales de aquel año. Su mandato finaliza a fines del año actual.

## Datos del club
- Temporadas en Primera División: 0
- Temporadas en Primera B Nacional: 0
- Temporadas en Torneo Federal B: 1 (2015)
- Temporadas en Torneo Argentino C: 2 (2011-2012 - 2012/2013)